# آتش‌سوزی‌های جنگلی ۲۰۲۳ کانادا
آتش‌سوزی‌های جنگلی در کانادا از ماه مارس ۲۰۲۳ آغاز گشت و در اوان ژوئن نیز شدت گرفت. این آتش‌سوزی‌ها همه استانها و مناطق کانادا به غیر از نوناووت را تحت تأثیر قرار داده‌است. در بازه ۱ مارس تا ۵ ژوئن ۲۰۲۳، ۲۲۱۴ آتش‌سوزی ۳۸٬۰۰۰ کیلومتر مربع (۹٬۳۹۰٬۰۰۰ جریب فرنگی) , از مجموع ۹٫۹۸۵ میلیون کیلومتر مربع مساحت کشور را سوزاند و سال ۲۰۲۳ را به بدترین فصل آتش‌سوزی مدرن در کانادا تبدیل کرد. این رکورد قبلاً به آتش‌سوزی فورت مک‌موری ۲۰۱۶ تعلق داشت.

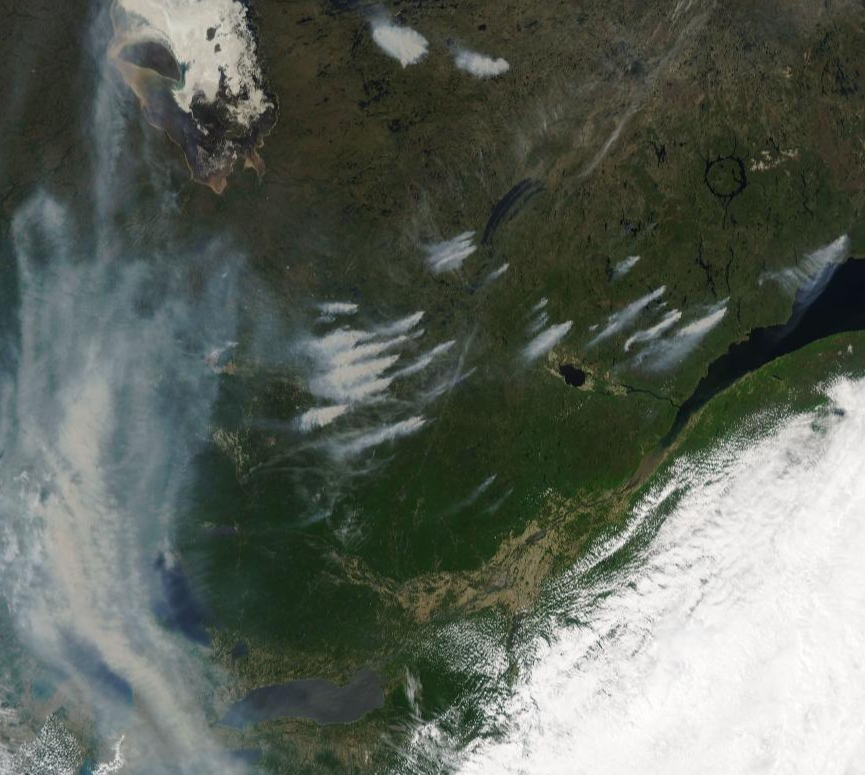
آتش‌سوزی جنگلی انتاریو-کبک در ۳ ژوئن ۲۰۲۳

امسال کانادا شاهد بزرگ‌ترین آتش سوزی جنگل‌ها نسبت به مدت مشابه در سال‌های گذشته بود، به طوری که بیش از ۳ میلیون هکتار در آتش سوخت و ده‌ها هزار نفر تخلیه شدند.

## علت و حجم
وسعت جنگل‌های کانادا ۲٫۴ میلیون کیلومتر مربع است. ۱۰ در صد از کل جنگل‌های جهان در کانادا است. در منطقه «دانی کرییک»، آتش‌های خاموش دوباره شعله‌ور می‌شوند. در داخل جنگل، دود ناشی از آتش‌سوزی‌ها نیز دیده می‌شود. اینک مساحت مناطق سوخته از ۵۵۰۰۰۰ هکتار فراتر رفته‌است. اینک کانادا برای مقابله با بحران آتش‌سوزی از تمام ۱۳ استان خود آتش‌نشان استخدام می‌کند. این کشور ۲۵۰۰ آتش‌نشان کمتر از میزان لازم دارد. بحران آتش‌سوزی میلیون‌ها هکتار جنگل‌های کانادا و تخلیه برخی شهرک‌ها رخ داده‌است. علیرغم اقدامات احتیاطی کانادا برای مقابله با فصل آتش‌سوزی، آتش‌سوزی‌های جنگلی در سال جاری همچنان ادامه دارد و مناطق سوخته بسیار فراتر از انتظارات بوده‌است. آتش‌سوزی جنگلی که بسیاری از مناطق کانادا را فراگرفته در حال گسترش است و مناطق سوخته به حدود ۷٫۲ میلیون هکتار رسیده‌است. کانادایی‌ها تأکید می‌کنند که آتش‌سوزی عمدی بوده و تغییرات آب و هوایی مقصر نیست. این درحالی است که اداره مدیریت منابع طبیعی کانادا تغییرات آب و هوایی را عامل آتش‌سوزی‌ها معرفی کرده‌است. در حالی که کانادا با بدترین آتش‌سوزی در تاریخ خود دست و پنجه نرم می‌کند، فعالان مجازی در این کشور معتقدند که برخی از آتش‌سوزی‌ها عمداً توسط دولت این کشور صورت گرفته‌است. در این راستا، ماکسیم برنیر، وزیر خارجه سابق کانادا ضمن توصیف دولت این کشور به «تروریست‌های محیط زیست» نوشت: «شرط می‌بندم که بخش بزرگی از آتش‌سوزی‌های جنگلی که در سراسر کشور بیداد می‌کند، توسط تروریست‌های محیط‌زیست آغاز شده‌است که می‌خواهند به کمپین آب و هوایی خود شتاب بدهند». امسال کانادا شاهد بزرگ‌ترین آتش‌سوزی جنگل‌ها نسبت به مدت مشابه در سال‌های گذشته بود، به طوری که بیش از ۳ میلیون هکتار در آتش سوخت و ده‌ها هزار نفر تخلیه شدند. ویدیویی منتشر شده که نشان می‌دهد آتش‌سوزی‌ها در استان نوا اسکوشیا «عمداً برای پیشبرد برنامه تغییرات آب‌وهوایی تنظیم شده‌است». همچنین، برخی از روزنامه‌های کانادا، این گمانه‌زنی را مطرح کردند که از آنجایی که ۹۰ درصد آتش‌سوزی‌های استان آلبرتا ممکن است «ساخته انسانی» باشد، این احتمال وجود دارد که «اکو تروریست‌ها» پشت آن باشند. با گسترش آتش‌سوزی در استان کبک کانادا، برخی از شهروندان این کشور این سؤال را مطرح کردند که چگونه ممکن است همه آتش‌سوزی‌ها در یک روز شروع شود و در این رابطه، ویدیویی منتشر شده که بیش از یک میلیون بازدیدکننده داشته‌است و علت آتش‌سوزی‌ها را «حمله تروریستی» معرفی می‌کند.

## کمک‌های بین‌المللی
در ۶ ژوئن، فرانسوا لگو، وزیر پارلمانی کبک، اعلام کرد که ۲۰۰ آتش‌نشان فرانسوی و آمریکایی برای کمک به مقابله با آتش‌سوزی به کبک سفر خواهند کرد و این استان در حال مذاکره با شیلی، کاستاریکا و پرتغال برای یافتن منابع بیشتر است.

## پیامدهای بین‌المللی

### ایالات متحده

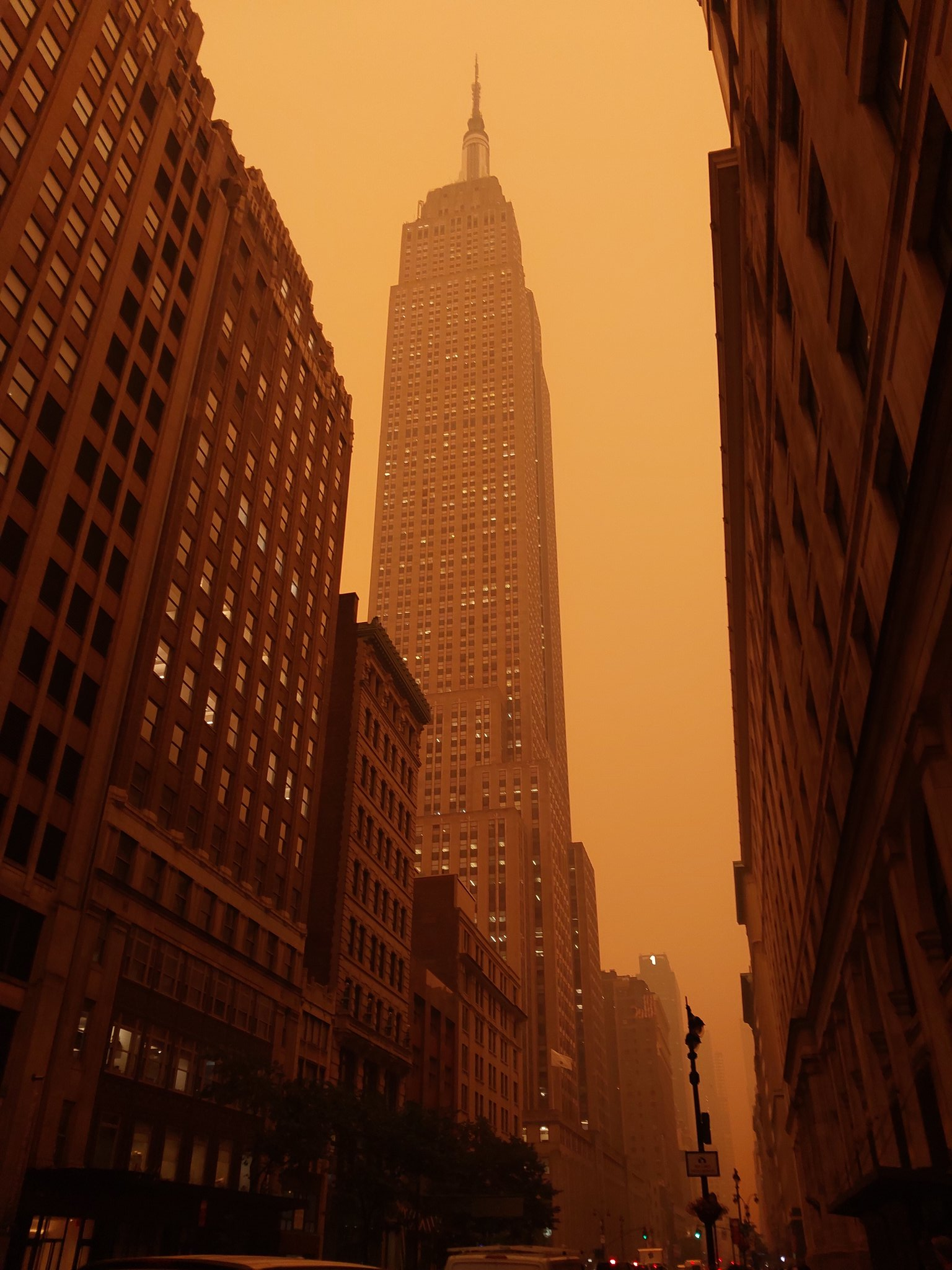
نمای ساختمان امپایر استیت از روی زمین در ۷ ژوئن ۲۰۲۳

#### ماه مه
در ماه مه، آژانس کنترل آلودگی مینه سوتا هشدارهای متعددی را بابت کیفیت بد هوا و ازن سطح زمین به دلیل دود ناشی از آتش‌سوزی در آلبرتا و ساسکاچوان صادر کرد. دود ناشی از آتش‌سوزی‌های آلبرتا منجر به هشدار کیفیت هوا در کلرادو، مونتانا، نبراسکا، داکوتای شمالی، داکوتای جنوبی، یوتا، ویسکانسین و واشینگتن تا ۲۱ مه ۲۰۲۳ شد.

#### ژوئن
در ۲ ژوئن، دود ناشی از آتش‌سوزی‌های نوا اسکوشیا بر کیفیت هوای واشینگتن دی‌سی و ایالت‌های مریلند، پنسیلوانیا و ویرجینیا تأثیر گذاشت.
دود ناشی از آتش‌سوزی‌های جنگلی در کبک در ۵ تا ۶ ژوئن به شمال شرقی ایالات متحده سرازیر شد و هشدارهای کیفیت هوا را برای اکثر نیویورک، کانکتیکات و برخی از ایالت‌های اطراف و همچنین ایالت‌های مینه‌سوتا، میشیگان و ویسکانسین در غرب مینه‌سوتا، سبب شد. در ۶ ژوئن یک محقق دانشگاه استنفورد تخمین زد که میزان دود در آسمان نیویورک از سال ۲۰۰۶ تا کنون از حیث وخیم بودن سومین مورد بوده‌است. در شب ۶ ژوئن، شهر نیویورک شدیدترین میزان آلودگی هوا را در بین شهرهای بزرگ دنیا داشت. تا صبح روز ۷ ژوئن به مقام دوم پس از دهلی سقوط کرد. این آمار همچنین بدترین کیفیت هوای شهر نیویورک را از دهه ۱۹۶۰ تا کنون نشان می‌دهد.

### اروپا
دود آتش‌سوزی به اروپا نیز سرایت کرده‌است، چنان‌که از ۲۳ تا ۲۵ مه اثرات آن عمدتاً بر فراز اسکاندیناوی قابل مشاهده بود.